# St. Louis Film Critics Association Awards 2022
Le cerimonia della 19ª edizione St. Louis Film Critics Association Awards è stata presentata il 18 dicembre 2022.
Le candidature sono state annunciate l'11 dicembre 2022.

## Vincitori e candidature

### Miglior film
- Everything Everywhere All at Once, regia di Daniel Kwan e Daniel Scheinert
- Gli spiriti dell'isola (The Banshees of Inisherin), regia di Martin McDonagh
- Elvis, regia di Baz Luhrmann
- Anche io (She Said), regia di Maria Schrader
- Women Talking, regia di Sarah Polley

### Miglior attore
- Brendan Fraser - The Whale
- Austin Butler - Elvis
- Daniel Craig - Glass Onion - Knives Out (Glass Onion: A Knives Out Mystery)
- Colin Farrell - Gli spiriti dell'isola (The Banshees of Inisherin)
- Paul Mescal - Aftersun

### Miglior attore non protagonista
- Jonathan Ke Quan - Everything Everywhere All at Once
- Andre Braugher - Anche io (She Said)
- Brendan Gleeson - Gli spiriti dell'isola (The Banshees of Inisherin)
- Judd Hirsch - The Fabelmans
- Ben Whishaw - Women Talking

### Miglior attrice
- Michelle Yeoh - Everything Everywhere All at Once
- Cate Blanchett - Tár
- Danielle Deadwyler - Till
- Mia Goth - Pearl
- Emma Thompson - Il piacere è tutto mio (Good Luck To You, Leo Grande)
- Michelle Williams - The Fabelmans

### Miglior attrice non protagonista
- Kerry Condon - Gli spiriti dell'isola (The Banshees of Inisherin)
- Angela Bassett - Black Panther: Wakanda Forever
- Claire Foy - Women Talking
- Janelle Monáe - Glass Onion - Knives Out (Glass Onion: A Knives Out Mystery)
- Carey Mulligan - Anche io (She Said)

### Miglior regista
- Sarah Polley - Women Talking
- Daniel Kwan e Daniel Scheinert - Everything Everywhere All at Once
- Baz Luhrmann - Elvis
- Martin McDonagh - Gli spiriti dell'isola (The Banshees of Inisherin)
- Steven Spielberg - The Fabelmans

### Migliore adattamento della sceneggiatura
- Rebecca Lenkiewicz; basato sul romanzo di Jodi Kantor e Megan Twohey e sull'indagine del New York Times di Kantor, Twohey e Rebecca Corbett - Anche io (She Said)
- Rian Johnson - Glass Onion - Knives Out (Glass Onion: A Knives Out Mystery)
- Guillermo del Toro e Patrick McHale; del Toro e Matthew Robbins (storia); basato sul romanzo di Carlo Collodi - Pinocchio di Guillermo del Toro (Guillermo del Toro's Pinocchio)
- Noah Baumbach; basato sul romanzo di Don DeLillo - Rumore bianco (White Noise)
- Sarah Polley e Miriam Toews; basato sul romanzo di Toews - Women Talking

### Migliore sceneggiatura originale
- Martin McDonagh - Gli spiriti dell'isola (The Banshees of Inisherin)
- Daniel Kwan e Daniel Scheinert - Everything Everywhere All at Once
- Park Chan-wook e Gong Seo-kyeong - Decision to Leave (헤어질 결심)
- Steven Spielberg e Tony Kushner - The Fabelmans
- Seth Reiss e Will Tracy - The Menu
- Todd Field - Tár

### Miglior fotografia
- Ben Davis - Gli spiriti dell'isola (The Banshees of Inisherin)
- Greig Fraser - The Batman
- Hoyte van Hoytema - Nope
- Claudio Miranda - Top Gun: Maverick
- Luc Montpellier - Women Talking

### Migliore montaggio
- Paul Rogers - Everything Everywhere All at Once
- Mikkel E. G. Nielsen - Gli spiriti dell'isola (The Banshees of Inisherin)
- Jonathan Redmond e Matt Villa - Elvis
- Monika Willi - Tár
- Eddie Hamilton - Top Gun: Maverick

### Migliori musiche
- Elvis
- Black Panther: Wakanda Forever
- Moonage Daydream
- Top Gun: Maverick
- Weird: The Al Yankovic Story

### Migliori effetti speciali
- Avatar - La via dell'acqua (Avatar: The Way of Water) - Joe Letteri, Richard Baneham, Eric Saindon e Daniel Barrett
- Everything Everywhere All at Once - Zak Stoltz, Ethan Feldbau, Benjamin Brewer e Jeff Desom
- Nope - Guillaume Rocheron, Jeremy Robert, Sreejith Venugopalan e Scott R. Fisher
- RRR - V. Srinivas Mohan
- Top Gun: Maverick - Ryan Tudhope, Scott R. Fisher, Seth Hill e Bryan Litson

### Miglior scenografia
- Catherine Martin e Karen Murphy - Elvis
- Dylan Cole e Ben Procter - Avatar - La via dell'acqua (Avatar: The Way of Water)
- Mark Tildesley - Gli spiriti dell'isola (The Banshees of Inisherin)
- Hannah Beachler - Black Panther: Wakanda Forever
- Rick Heinrichs - Glass Onion - Knives Out (Glass Onion: A Knives Out Mystery)

### Miglior cast
- Women Talking
- Gli spiriti dell'isola (The Banshees of Inisherin)
- Everything Everywhere All at Once
- The Fabelmans
- Glass Onion - Knives Out (Glass Onion: A Knives Out Mystery), regia di Rian Johnson

### Migliore scena
- The Fabelmans - Sam incontra uno dei suoi idoli nello studio
- Marcel the Shell with Shoes On - Marcel in 60 Minutes
- Nope - Una tragica giornata sul set di Gordy's Home
- RRR - Fuga dalla prigione
- Tár - Lydia bullizza uno studente della Juilliard
- Top Gun: Maverick - Iceman fa visita a Maverick

### Migliore colonna sonora
- Hildur Guðnadóttir - Women Talking
- Justin Hurwitz - Babylon
- Carter Burwell - Gli spiriti dell'isola (The Banshees of Inisherin)
- Michael Giacchino - The Batman
- John Williams - The Fabelmans

### Migliori costumi
- Catherine Martin - Elvis
- Ruth E. Carter - Black Panther: Wakanda Forever
- Mark Bridges - The Fabelmans
- Jenny Beavan - La signora Harris va a Parigi (Mrs. Harris Goes to Paris)
- Gersha Phillips - The Woman King

### Miglior film internazionale
- Decision to Leave (헤어질 결심), regia di Park Chan-wook • Corea del Sud
- Niente di nuovo sul fronte occidentale (Im Westen nichts Neues), regia di Edward Berger • Germania
- Close, regia di Lukas Dhont • Belgio
- La scelta di Anne - L'Événement (L'Événement), regia di Audrey Diwan • Francia
- RRR, regia di S. S. Rajamouli • India

### Miglior film d'azione
- Top Gun: Maverick, regia di Joseph Kosinski
- Avatar - La via dell'acqua (Avatar: The Way of Water), regia di James Cameron
- Everything Everywhere All at Once, regia di Daniel Kwan e Daniel Scheinert
- RRR, regia di S. S. Rajamouli
- The Woman King, regia di Gina Prince-Bythewood

### Miglior film commedia
- Weird: The Al Yankovic Story, regia di Eric Appel
- Everything Everywhere All at Once, regia di Daniel Kwan e Daniel Scheinert
- Glass Onion - Knives Out (Glass Onion: A Knives Out Mystery), regia di Rian Johnson
- Jackass Forever, regia di Jeff Tremaine
- Il talento di Mr. C (The Unbearable Weight of Massive Talent), regia di Tom Gormican

### Miglior film d'animazione
- Marcel the Shell with Shoes On, regia di Dean Fleischer-Camp
- Apollo 10 e mezzo (Apollo 10 1⁄2: A Space Age Childhood), regia di Richard Linklater
- Pinocchio di Guillermo del Toro, regia di Guillermo del Toro
- Red (Turning Red), regia di Domee Shi
- Wendell & Wild, regia di Henry Selick

### Miglior film horror
- Nope, regia di Jordan Peele
- Men, regia di Alex Garland
- Pearl, regia di Ti West
- Scream, regia di Matt Bettinelli-Olpin e Tyler Gillett
- X: A Sexy Horror Story (X), regia di Ti West

### Miglior documentario
- All the Beauty and the Bloodshed, regia di Laura Poitras
- Fire of Love, regia di Sara Dosa
- Good Night Oppy, regia di Ryan White
- Moonage Daydream, regia di Brett Morgen
- "Sr.", regia di Chris Smith

### Menzione speciale
- David Bowie - Per l'ampia e continua presenza cinematografica del cantautore e attore, la cui vita e la cui musica continuano a permeare e ad arricchire il panorama cinematografico
- Ashley Judd - Per il coraggio che ha dimostrato nel ritrarre se stessa in Anche io
- Jafar Panahi - Per il coraggio del regista iraniano imprigionato e di tutti i professionisti del cinema che affrontano l'oppressione politica nel perseguimento della libertà di parola, dei diritti umani e dell'espressione artistica